# 1 Pułk Strzelców Konnych (Księstwo Warszawskie)
1 Pułk Strzelców Konnych – oddział jazdy Armii Księstwa Warszawskiego.

## Historia pułku
Wywodził się z konnych oddziałów powstańców województwa łęczyckiego, mazowieckiego i rawskiego tworzących w 1806 pułk kawalerii narodowej płk. Jana Michała Dąbrowskiego. W pierwszym okresie istnienia związany z Legią Wielkopolską gen. Dąbrowskiego, mimo że formowany na obszarze działania Legii ks. Poniatowskiego. Nazwa pułku przyjęta została w czerwcu 1807. Zamiennie nazywany był również z francuska pułkiem szaserów. 
W 1807 brał udział w działaniach na Pomorzu. W marcu 1807 biwakował w warunkach polowych pod Gdańskiem. W 1808 stacjonował w Piasecznie. W 1809 roku po zakończeniu wojny z Austrią pułk stacjonował w Staszowie, Szydłowie i Bogorii. 14 listopada 1809 r oku stan pułku wynosił 937 żołnierzy. Od końca 1809 roku do kwietnia 1811 roku pułk stacjonował w Staszowie, Klimontowie, Szydłowie, Oleśnicy i Rytwianach. Pułk wziął udział w inwazji Napoleona na Rosję w 1812 roku. W lutym 1813 wszedł w skład  Dywizji Kawalerii Antoniego Pawła Sułkowskiego. Później walczył w składzie 7 Dywizji Jazdy Michała Sokolnickiego.
Barwą pułku był kolor pąsowy.

## Dowódcy pułku
Pułkiem dowodzili:
- płk Jan Michał Dąbrowski (1 grudnia 1806)
- płk Konstanty Przebendowski (9 listopada 1808)
- płk Józef Sokolnicki (18 stycznia 1813)

## Walki pułku
Pułk brał udział w walkach w czasie pierwszej wojny polskiej 1807 roku, wojny polsko austriackiej, inwazji na Rosję 1812 roku i kampanii 1813 roku
Bitwy i potyczki:
- Pułtusk (25 grudnia 1806)
- Tczew (23 lutego 1807)
- oblężenie Gdańska (1807)
- Raszyn (19 kwietnia 1809)
- Radzymin (25 kwietnia 1809)
- Góra (3 maja 1809)
- Rożki (5 czerwca 1809)

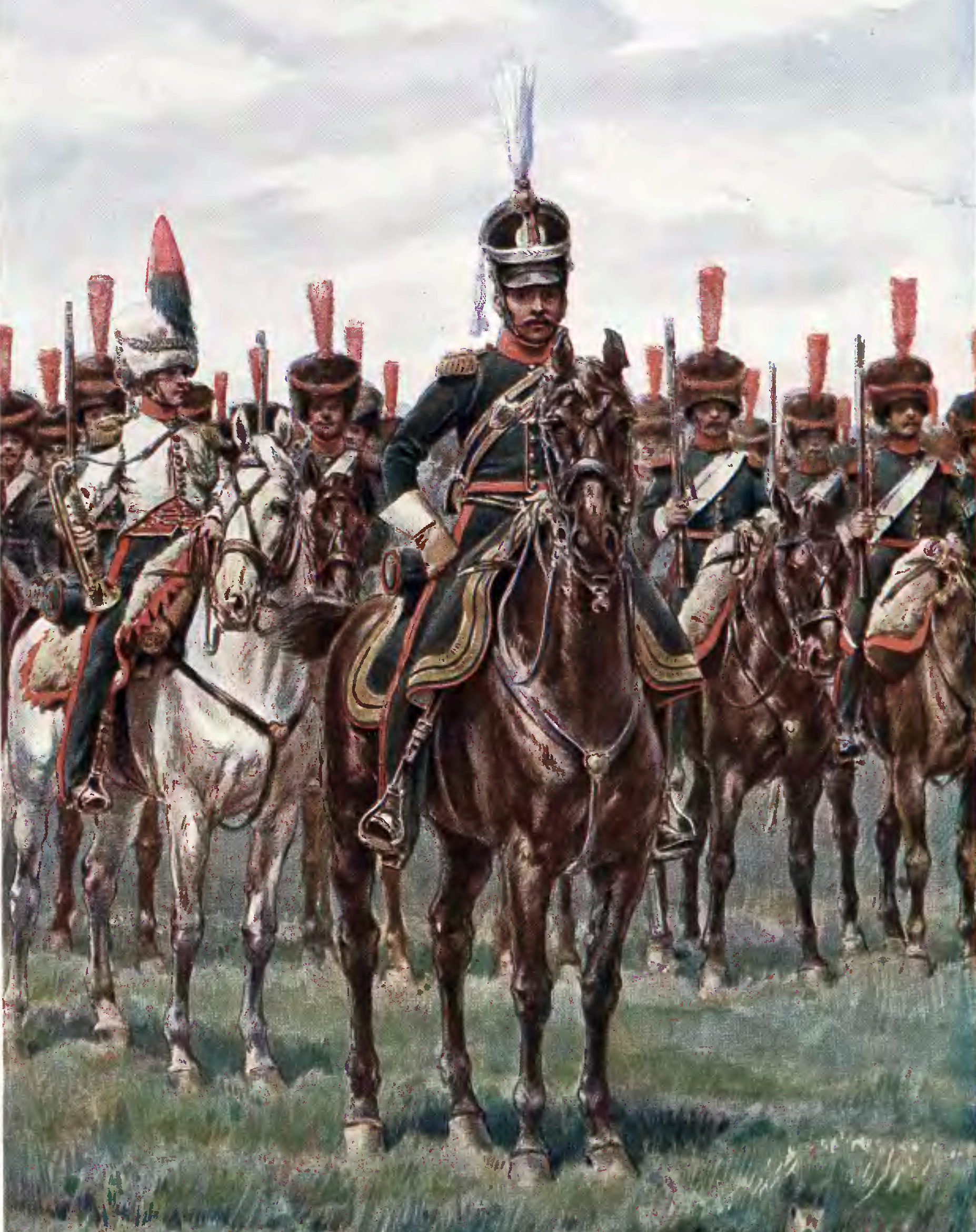
Żołnierze pułku

- Sandomierz (6,7,15 i 16 czerwca 1809)
- Wrzawy (12 czerwca 1809)
- Grodno (30 czerwca 1812)
- Romanów (14 lipca 1812)
- Rumburg (17 sierpnia 1813)
- Kirschenstein (19 sierpnia 1813)
- Seidenberg (31 sierpnia 1813)
- Haesslich (22 września 1813)
- Altenberg (2 października 1813)
- Penig (7 października 1813)
- Wachau (16 października 1813)

## Sztandar
Opis sztandaru pułku 1 strzelców konnych z 1807 roku.
Bławat z tkaniny jedwabnej karmazynowej o wymiarach 61 cm X 61 cm. Pośrodku bławatu aplikowany orzeł z sukna białego wysokości 31 cm, szerokości 38 cm. Korona, berło i jabłko, naszywane cekinami. Kontury orła obszyte sznurkiem srebrnym. Na orle haft z białego jedwabiu w kształcie piórek. Nad orłem napis haftowany jedwabiem żółtym: "Legia I", pod orłem: "I PUŁK LEKKI JAZ." Frędzla srebrna o szerokości 6 cm. Bławat przybity do drzewca czarno malowanego-długość drzewca do tulei 249,5 cm. Tuleja długości 18 cm, na której tablica wysokości 8,8 cm, szerokości 27,5 cm (wraz ze skrzydełkami), grubości 1,8 cm. Na blasze żelaznej, czarno malowanej napisy literami złoconymi: "POLSKIE" na odwrocie: "WOYSKO". Obramowanie tablicy ze skrzydełkami z blachy złoconej. Na tablicy orzeł z blachy dętej, posrebrzanej z koroną złoconą o wysokości 31 cm i szerokości 55 cm. Długość całkowita sztandaru 310 cm.
Sztandar znajduje się w Muzeum Wojska w Warszawie.